# The Globe and Mail
Pour les articles homonymes, voir Globe.
The Globe and Mail est un journal canadien quotidien de langue anglaise fondé en 1844.  Distribué dans toutes les provinces, c'est le journal le plus lu du Canada.   Le Globe and Mail est une filiale de Woodbridge Company, holding de la famille Thomson qui contrôle également Thomson Reuters.
Son siège est à Toronto.

## Histoire

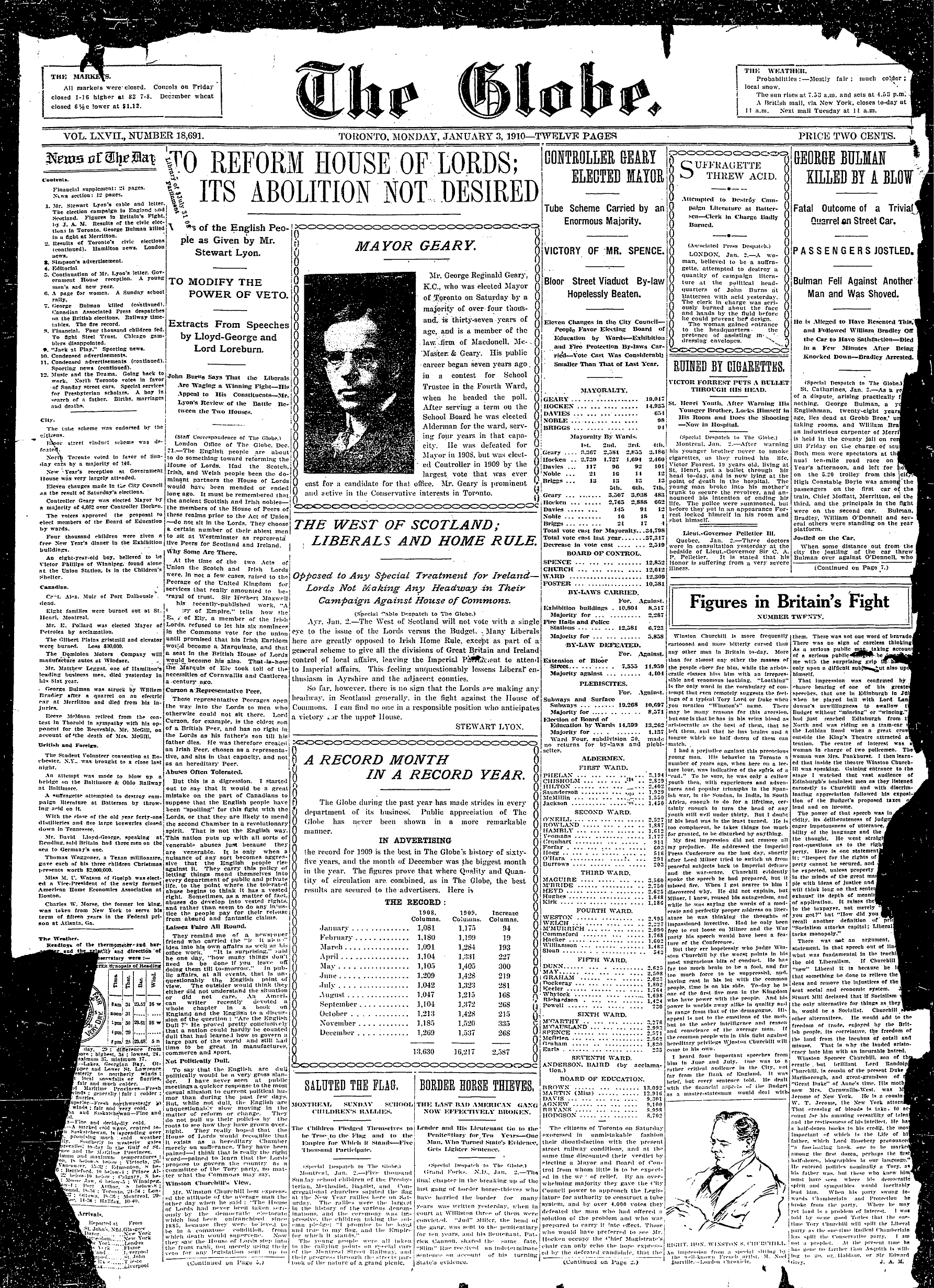
The Globe, couverture du 3 janvier 1910.

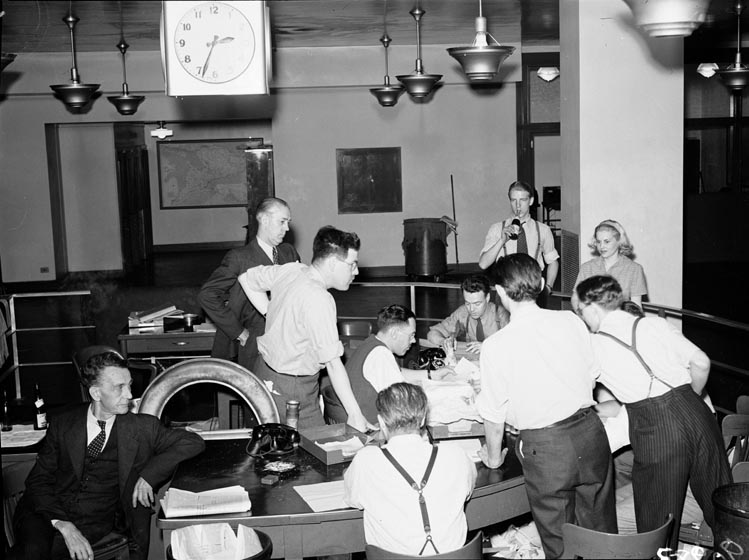
La rédaction du Globe and Mail le 6 juin 1944.

Le prédécesseur du Globe and Mail était The Globe, fondé en 1844 par George Brown, un immigrant écossais qui deviendra un des pères de la Confédération. Ses politiques libérales le menèrent finalement à solliciter l'appui des Clear Grits, les ancêtres du Parti libéral du Canada. The Globe fit ses débuts à Toronto en tant que feuille de parti mensuelle pour le Reform Party de Brown. Toutefois, attiré par les éventuels profits dans le milieu de l'édition de quotidiens, il se mit bientôt à viser un large lectorat constitué de propriétaires franc qui étaient attirés par l'idéologie libérale.
Il fusionne en 1936 avec The Mail and Empire, quand il devint The Globe and Mail. En 1962, le journal ajoute à ses parutions un cahier Report on Business, qui deviendra un magazine et une chaîne de télévision (Report on Business Television). La ligne éditoriale du journal était conservatrice et orientée vers le monde de la finance. Toutefois, depuis 1998 et le lancement d'un concurrent, le National Post, le Globe and Mail penche de plus en plus vers le libéralisme (au sens américain du terme).
Au cours des années, le Globe and Mail a quelquefois été accusé de « Quebec bashing » après la publication de certains articles. Le dernier cas est arrivé en septembre 2006, lorsque la journaliste Jan Wong attribue à la loi 101, qui impose la prédominance du français dans l'affichage commercial, la cause de la fusillade au collège Dawson à Montréal ; le coupable étant un fils d'immigrant, la journaliste prétendait que la loi 101 marginalise les personnes qui ne sont pas « Québécois de souche ». Cette controverse a pris un ampleur inusitée lorsque plusieurs politiciens ont vivement protesté ; le Premier ministre du Québec, Jean Charest, et le Premier ministre du Canada, Stephen Harper, ont écrit au journal pour condamner l'article en question. Après avoir d'abord défendu le droit de sa journaliste de présenter ses opinions, le journal a fini par présenter ses excuses. La journaliste Jan Wong a finalement été licenciée par le journal, sans indemnités.

## Ligne éditoriale

### Soutien lors des élections

#### Soutien lors des élections générales ontariennes
| 1981 |                           | Libéral                                 |
| 1985 |                           | Libéral                                 |
| 1987 |                           | Libéral                                 |
| 1990 |                           | Libéral                                 |
| 1995 |                           | Progressiste-conservateur               |
| 1999 |                           | Progressiste-conservateur               |
| 2003 |                           | Libéral                                 |
| 2007 |                           | Libéral                                 |
| 2007 | Progressiste-conservateur |                                         |
| 2011 |                           | Libéral                                 |
| 2014 |                           | Progressiste-conservateur (minoritaire) |
| 2018 | Aucun                     | Aucun                                   |
| 2022 | Aucun                     | Aucun                                   |

#### Soutien lors des élections fédérales
| 1980 |       | Progressiste-conservateur |
| 1984 |       | Progressiste-conservateur |
| 1988 |       | Progressiste-conservateur |
| 1993 |       | Libéral (minoritaire)     |
| 1997 |       | Progressiste-conservateur |
| 2000 |       | Libéral,                  |
| 2004 |       | Libéral                   |
| 2006 |       | Parti conservateur        |
| 2008 |       | Parti conservateur        |
| 2011 |       | Parti conservateur        |
| 2015 |       | Parti conservateur,       |
| 2019 | Aucun | Aucun                     |
| 2021 | Aucun | Aucun                     |

#### Soutien lors des référendums
| 1992 |  | Oui |

## Personnalités clés

### Éditeurs
- Cathrin Bradbury, managing editor (features)
- Neil A. Campbell, executive editor
- Edward Greenspon, editor-in-chief
- Colin MacKenzie, managing editor (news)
- Steve McAllister, sports editor
- Stephen Northfield, foreign editor
- David Walmsley, national editor
- John Stackhouse, editor, Report on Business
- Sylvia Stead, deputy editor
- John Geiger, editorial board editor
- Patrick Martin, comment editor
- Jill Borra, Globe life editor

### Bureaux étrangers
Amérique du Nord
- Paul Koring, Washington Bureau Chief
- Barrie McKenna, Washington Bureau
- Sinclair Stewart, New York Bureau Chief
- Simon Houpt, New York Bureau

Europe
- Doug Saunders, European Bureau Chief (London)
- Elizabeth Renzetti, European Bureau (London)
- Eric Reguly, European Bureau (Rome)
- Graeme Smith, Moscow Bureau Chief
- Jane Armstrong, Moscow Bureau

Moyen-Orient, Asie et Afrique
- Mark MacKinnon (en), Middle East Bureau Chief (Jérusalem)
- Geoffrey York, Asia Bureau Chief (Beijing)
- Carolynne Wheeler, Middle East Bureau (Jérusalem)
- Stephanie Nolen, Africa Bureau Chief, Johannesburg

### Éditorialistes
- John Barber
- Christie Blatchford
- Stephen Brunt
- Murray Campbell
- John Doyle
- Eric Duhatschek
- Marcus Gee
- William Houston
- John Ibbitson
- Michael Kesterton, Social Studies
- Liam Lacey
- Roy MacGregor
- Leah McLaren
- Elizabeth Renzetti
- Neil Reynolds
- Doug Saunders
- Jeffrey Simpson
- Margaret Wente
- Hugh Winsor
- Jan Wong
- Konrad Yakabuski
- Deborah Yedlin

## Anciennes personnalités
- Harry Goldring Kimber, directeur de 1952 à 1957.
- Frank Howard, ancien journaliste